# Vodafone 705SH
Vodafone 705SH（ボーダフォン ナナマルゴ エスエイチ）及び、後のSoftBank 705SH（ソフトバンク ナナマルゴ エスエイチ）は、シャープが開発し、ボーダフォン日本法人、後にはソフトバンクモバイルが販売するW-CDMA/GSM通信方式のSoftBank 3Gサービスを利用可能な携帯電話端末。2006年6月14日発売。JATE通過日は、2006年4月13日。ボーダフォン時代には「SLIMIA」（スリミア）の愛称が付されていた。
発売開始から1年以上経過した2007年7月の段階まで、ソフトバンクの端末の中で週間売上台数1位を保持し続けていた。後発機の人気や在庫の減少などで徐々にランキングから姿を消していったが、異例のロングランヒットとなった端末であることに変わりはない。また、あまりに人気があったためか、後継機の情報が長らくなかった（実質的な後継機は812SH）。ここまで人気が出たのは、いわゆる「980円端末」であることに加え、薄型という現在の携帯電話におけるトレンドを押さえていたことが要因と考えられる。2007年10月号のカタログより落ちたため、この時期に生産を終了したものと思われる。

## 主なサービス・機能
- ステンレスシートキー採用
- ミュージックプレイヤー（Music Manager）使用
- 着うたフル
- Vアプリ（現S!アプリ）（メガアプリ）
- TVコール
- Bluetooth
- 赤外線機能
- カスタムスクリーン
- でか文字モード
- ケータイShoin4
- QRコード読み取り・作成
- Vodafone live! CAST（現S!CAST）対応
- Vodafone Address Book（現S!アドレスブック）対応
- デルモジ表示対応
- 電子コミック対応
- 顔認証機能搭載

## マイナーチェンジ
ソフトバンクによりVodafone日本法人の買収後、この機種を含む数機種がソフトバンク仕様に変更された。
705SHは他機種と同じ仕様変更である「Y!」ボタンの設置やカラー変更等に加え、背面サブ液晶がハーフミラー仕様に変更されている。「Vodafone 705SH」と「SoftBank 705SH」として区別される。
尚、「SLIMIA」の名称は「SoftBank 705SH」になってからはカタログ・パンフレットから消えたが、ソフトバンクの孫社長は記者会見などでこの名称を使っており、その後もCM等では使われていた。

## 特徴
この端末は、ステンレスシートキー（一体型のキーパッド）の採用などにより、厚さ17mm、重さ104gという軽量＆スリムを実現した端末である。
薄くて軽いこの端末ではあるが、Vodafone Address Book（現S!アドレスブック）やちかチャット等のBluetooth通信機能活用アプリケーション、Vodafone live! CAST（現S!情報チャンネル）などといったVodafone 3G（現SoftBank 3G）の機能には一通り対応している。また、カスタモと呼ばれるGUIカスタマイズ機能機能にも対応している。但しカメラ撮影などに使われるライトが省かれていたり、音楽などを再生するスピーカーが通話用レシーバーと兼用になっていたりする。

## + iPod nano
2006年9月15日（一部では13日）よりSoftBank 705SHとiPod nano（2GB）とのセットが用意されている。なお、このセットの購入の条件はスーパーボーナス加入が必須で、店舗によってはiPod nanoの定価よりも販売価格を安くしている店舗もある。

## 付属品・オプション

### 付属品
- リチウムイオンバッテリー
- 急速充電器
- ユーソリティソフトウェアCD-ROM

### オプション
- マイク付液晶オーディオリモコン&イヤホン(白)
- 卓上ホルダー
- アナログ変換ケーブル
- シガーライター充電器（マイナスアース車専用、12/24V両用）

## 不具合
- 2006年7月28日 - 特定の文字を入力すると画面が固まったり、強制的に再起動する不具合
- 2015年10月9日 - 2016年1月1日以降、日時を正しく表示が出来なくなる不具合。